# Emmanuel Coppens
Le baron Emmanuel François Coppens d'Eeckenbrugge, né le 21 juin 1792 et mort le 9 avril 1867, est un homme politique belge. 

## Mandats et fonctions
- Échevin de Humain : 1836-1848
- Membre du Sénat belge par l'arrondissement d'Arlon-Bastogne-Marche : 1839-1848

## Sources
- "Le Parlement belge 1831-1894", p. 73.P. Van Molle, "Het Belgisch parlement", p. 108.

- Ressource relative à plusieurs domaines :   - ODIS